# Tupaia pintada
La tupaia pintada (Tupaia picta) és una espècie de tupaia de la família dels tupàids. Viu a altituds d'entre 0 i 1.000 msnm a Brunei, Indonèsia i Malàisia. El seu hàbitat natural són els boscos, tant primaris com secundaris. És una espècie en risc mínim, és a dir, no sembla que hi hagi cap amenaça significativa per a la seva supervivència. El seu nom específic, picta, significa ‘pintada’ en llatí.